# Mistrovství světa v ledním hokeji 2009
73. ročník Mistrovství světa v ledním hokeji se konal ve dnech 24. dubna – 10. května 2009 ve švýcarských městech Bern (stadion PostFinance-Arena) a Kloten (stadion Kolping Arena).
MS se účastnilo 16 týmů, které byly rozděleny do čtyř skupin. Po odehraní zápasů každý s každým, postoupily tři nejlepší týmy z každé tabulky do osmifinálových skupin, kde odehrály společné zápasy ty týmy, které se ještě nestřetly. Zbylé čtyři týmy ze základních tabulek se přesunuly do tabulky o udržení v elitní skupině, odkud by měly sestoupit dva poslední týmy, jelikož Německo je pořádající země následujícího MS, sestoupil druhý a poslední tým, Rakousko a Maďarsko. Po odehrání zápasů v osmifinálových skupinách, postoupily první čtyři týmy z každé tabulky do play-off. Na finále, ve kterém se utkaly týmy z Ruska a Kanady, přišlo 11 454 diváků. Mistrem světa se stal ruský výběr, poté co zvítězil 2 – 1. Celkem mělo MS návštěvnost 379 044 diváků (tj. 6769 na zápas). V 56 odehraných zápasech bylo vstřeleno 323 gólů (tj. 5,77 na zápas). Nejproduktivnějším hráčem se stal Kanaďan Martin St. Louis s 15 kanadskými body.

## Stadiony
| Bern                               | Kloten                        |
| PostFinance-Arena Kapacita: 17 131 | Kolping Arena Kapacita: 7 561 |
|                                    |                               |

## Základní skupiny

### Základní skupina A
| P | Tým       | Z | V | VP | PP | P | GV | GI | +/- | B |
| - | --------- | - | - | -- | -- | - | -- | -- | --- | - |
| 1 | Kanada    | 3 | 3 | 0  | 0  | 0 | 22 | 4  | +18 | 9 |
| 2 | Bělorusko | 3 | 1 | 1  | 0  | 1 | 6  | 8  | -2  | 5 |
| 3 | Slovensko | 3 | 1 | 0  | 1  | 1 | 8  | 12 | -4  | 4 |
| 4 | Maďarsko  | 3 | 0 | 0  | 0  | 3 | 4  | 16 | -12 | 0 |

#### Zápasy skupiny A
| 24. duben 2009 | Bělorusko | 1 - 6             | Kanada | Kolping Arena, Kloten |
| 16:15          | Bělorusko | (0-2 , 0-0 , 1-4) | Kanada |                       |

| Souhrn zápasu Zpráva | Souhrn zápasu Zpráva        | Souhrn zápasu Zpráva | Souhrn zápasu Zpráva | Souhrn zápasu Zpráva                  |
| -------------------- | --------------------------- | -------------------- | --- | ------------------------------------- |
|                      | M. Grabovski (R. Salei) 53. |                      | 2. S. Stamkos (M. St. Louis, S. Doan) 15. S. Stamkos (D. Doughty) 45. J. Spezza (D. Heatley, J. Neal) 47. M. Fisher (J. Neal, C. Armstrong) 51. D. Heatley (J. Spezza) 55. D. Heatley (J. Spezza) | Diváků: 5232 Rozhodčí: Partanen, Ronn |

| 24. duben 2009 | Slovensko | 4 - 3           | Maďarsko | Kolping Arena, Kloten |
| 20:15          | Slovensko | (1–0, 2–1, 1–2) | Maďarsko |                       |

| Souhrn zápasu Zpráva | Souhrn zápasu Zpráva                                       | Souhrn zápasu Zpráva | Souhrn zápasu Zpráva                       | Souhrn zápasu Zpráva                   |
| -------------------- | ---------------------------------------------------------- | -------------------- | ------------------------------------------ | -------------------------------------- |
|                      | 2. Š. Ružička 39. Ľ. Bartečko 40. M. Hossa 60. Ľ. Bartečko |                      | 23. R. Holeczy 43. I. Peterdi 55. T. Sille | Diváků: 4773 Rozhodčí: Reiber, Šindler |

| 26. duben 2009 | Slovensko | 1 - 2 (SN)      | Bělorusko | Kolping Arena, Kloten |
| 16:15          | Slovensko | (0–0, 0–1, 1–0) | Bělorusko |                       |

| Souhrn zápasu Zpráva | Souhrn zápasu Zpráva | Souhrn zápasu Zpráva | Souhrn zápasu Zpráva                      | Souhrn zápasu Zpráva                    |
| -------------------- | -------------------- | -------------------- | ----------------------------------------- | --------------------------------------- |
|                      | 58. M. Hossa         |                      | 34. A. Stas (J. Chupris) 65. O. Antonenko | Diváků: 5256 Rozhodčí: Bulanov, Kadyrov |

| 26. duben 2009 | Kanada | 9 - 0           | Maďarsko | Kolping Arena, Kloten |
| 20:15          | Kanada | (4–0, 2–0, 3–0) | Maďarsko |                       |

| Souhrn zápasu Zpráva | Souhrn zápasu Zpráva | Souhrn zápasu Zpráva | Souhrn zápasu Zpráva | Souhrn zápasu Zpráva                      |
| -------------------- | --- | -------------------- | -------------------- | ----------------------------------------- |
|                      | 6. M. St. Louis 10. S. Weber 13. D. Roy 13. J. Neal 28. M. St. Louis 30. S. Weber 42. M. Fisher 45. M. St. Louis 51. J. Spezza |                      |                      | Diváků: 5506 Rozhodčí: Looker, Piechaczek |

| 28. duben 2009 | Maďarsko | 1 - 3             | Bělorusko | Kolping Arena, Kloten |
| 16:15          | Maďarsko | (0-1 , 1-0 , 0-2) | Bělorusko |                       |

| Souhrn zápasu Zpráva | Souhrn zápasu Zpráva | Souhrn zápasu Zpráva | Souhrn zápasu Zpráva                           | Souhrn zápasu Zpráva                   |
| -------------------- | -------------------- | -------------------- | ---------------------------------------------- | -------------------------------------- |
|                      | 26. I. Pererdi       |                      | 4. A. Kaliuhnyz 55. A. Ugarov 60. M. Grabovski | Diváků: 4710 Rozhodčí: Hansen, Kurmann |

| 28. duben 2009 | Kanada | 7 - 3             | Slovensko | Kolping Arena, Kloten |
| 20:15          | Kanada | (3-0 , 3-1 , 1-2) | Slovensko |                       |

| Souhrn zápasu Zpráva | Souhrn zápasu Zpráva                                                                      | Souhrn zápasu Zpráva | Souhrn zápasu Zpráva                     | Souhrn zápasu Zpráva                      |
| -------------------- | ----------------------------------------------------------------------------------------- | -------------------- | ---------------------------------------- | ----------------------------------------- |
|                      | 5. D. Roy 7. S. Doan 17. J. Spezza 30. I. White 34. S. Weber 36. S. Stamkos 43. J. Spezza |                      | 27. T. Surový 56. M. Hossa 59. D. Graňák | Diváků: 6300 Rozhodčí: Sterns, Vinnerborg |

### Základní skupina B
| P | Tým       | Z | V | VP | PP | P | GV | GI | +/- | B |
| - | --------- | - | - | -- | -- | - | -- | -- | --- | - |
| 1 | Rusko     | 3 | 3 | 0  | 0  | 0 | 16 | 4  | +12 | 9 |
| 2 | Švýcarsko | 3 | 1 | 1  | 0  | 1 | 6  | 6  | 0   | 5 |
| 3 | Francie   | 3 | 1 | 0  | 0  | 2 | 4  | 9  | -5  | 3 |
| 4 | Německo   | 3 | 0 | 0  | 1  | 2 | 3  | 10 | -7  | 1 |

#### Zápasy skupiny B
| 24. duben 2009 | Německo | 0 - 5             | Rusko | PostFinance-Arena, Bern |
| 16:15          | Německo | (0-3 , 0-0 , 0-2) | Rusko |                         |

| Souhrn zápasu Zpráva | Souhrn zápasu Zpráva | Souhrn zápasu Zpráva | Souhrn zápasu Zpráva | Souhrn zápasu Zpráva                        |
| -------------------- | -------------------- | -------------------- | --- | ------------------------------------------- |
|                      |                      |                      | 9. O. Saprykin (A. Radulov) 10. I. Kovalčuk (A. Volčenkov) 16. S. Zinovjev (O. Tverdovsky) 43. A. Kurjanov (D. Zaripov) 52. D. Zaripov (A. Morozov, I. Nikulin) | Diváků: 10570 Rozhodčí: Persson, Vinnerborg |

| 24. duben 2009 | Švýcarsko | 1 - 0           | Francie | PostFinance-Arena, Bern |
| 20:15          | Švýcarsko | (1–0, 0–0, 0–0) | Francie |                         |

| Souhrn zápasu Zpráva | Souhrn zápasu Zpráva | Souhrn zápasu Zpráva | Souhrn zápasu Zpráva | Souhrn zápasu Zpráva                   |
| -------------------- | -------------------- | -------------------- | -------------------- | -------------------------------------- |
|                      | 12. M. Plüss         |                      |                      | Diváků: 11417 Rozhodčí: Looker, Sterns |

| 26. duben 2009 | Švýcarsko | 3 - 2 po prodloužení | Německo | PostFinance-Arena, Bern |
| 16:15          | Švýcarsko | (1–1, 1–1, 0–0, 1-0) | Německo |                         |

| Souhrn zápasu Zpráva | Souhrn zápasu Zpráva                  | Souhrn zápasu Zpráva | Souhrn zápasu Zpráva          | Souhrn zápasu Zpráva                   |
| -------------------- | ------------------------------------- | -------------------- | ----------------------------- | -------------------------------------- |
|                      | 9. R. Wick 24. M. Seger 62. M. Streit |                      | 7. C. Ullmann 32. C. Schubert | Diváků: 11423 Rozhodčí: Partanen, Rönn |

| 26. duben 2009 | Rusko | 7 - 2           | Francie | PostFinance-Arena, Bern |
| 20:15          | Rusko | (5–1, 1–1, 1–0) | Francie |                         |

| Souhrn zápasu Zpráva | Souhrn zápasu Zpráva                                                                                          | Souhrn zápasu Zpráva | Souhrn zápasu Zpráva               | Souhrn zápasu Zpráva                   |
| -------------------- | --- | -------------------- | ---------------------------------- | -------------------------------------- |
|                      | 2. A. Radulov 8. D. Zaripov 8. A. Radulov 9. A. Perežogin 16. A. Těreščenko 28. A. Těreščenko 50. I. Kovalčuk |                      | 11. K. Hecquefeuille 40. L. Tardif | Diváků: 10505 Rozhodčí: Hansen, Orszag |

| 28. duben 2009 | Rusko | 4 - 2             | Švýcarsko | PostFinance-Arena, Bern |
| 16:15          | Rusko | (1-2 , 1-0 , 2-0) | Švýcarsko |                         |

| Souhrn zápasu Zpráva | Souhrn zápasu Zpráva                                         | Souhrn zápasu Zpráva | Souhrn zápasu Zpráva        | Souhrn zápasu Zpráva                     |
| -------------------- | ------------------------------------------------------------ | -------------------- | --------------------------- | ---------------------------------------- |
|                      | 3. V. Aťušov 30. I. Kovalčuk 49. A. Morozov 60. A. Perežogin |                      | 10. R. Gardner 18. M. Pluss | Diváků: 11479 Rozhodčí: Sindler, Zalaski |

| 28. duben 2009 | Francie | 2 - 1             | Německo | PostFinance-Arena, Bern |
| 20:15          | Francie | (2-1 , 0-0 , 0-0) | Německo |                         |

| Souhrn zápasu Zpráva | Souhrn zápasu Zpráva        | Souhrn zápasu Zpráva | Souhrn zápasu Zpráva | Souhrn zápasu Zpráva                   |
| -------------------- | --------------------------- | -------------------- | -------------------- | -------------------------------------- |
|                      | 4. A. Lussier 17. L. Tardif |                      | 5. J. Hecht          | Diváků: 9956 Rozhodčí: Baluska, Reiber |

### Základní skupina C
| P | Tým      | Z | V | VP | PP | P | GV | GI | +/- | B |
| - | -------- | - | - | -- | -- | - | -- | -- | --- | - |
| 1 | USA      | 3 | 2 | 0  | 1  | 0 | 15 | 9  | +6  | 7 |
| 2 | Švédsko  | 3 | 1 | 1  | 1  | 0 | 15 | 9  | +6  | 6 |
| 3 | Lotyšsko | 3 | 1 | 1  | 0  | 1 | 7  | 6  | +1  | 5 |
| 4 | Rakousko | 3 | 0 | 0  | 0  | 3 | 2  | 15 | -13 | 0 |

#### Zápasy skupiny C
| 25. duben 2009 | USA | 4 - 2           | Lotyšsko | PostFinance-Arena, Bern |
| 16:15          | USA | (1-1, 2-1, 1-0) | Lotyšsko |                         |

| Souhrn zápasu Zpráva | Souhrn zápasu Zpráva                                                                                            | Souhrn zápasu Zpráva | Souhrn zápasu Zpráva                                                               | Souhrn zápasu Zpráva                  |
| -------------------- | --- | -------------------- | ---------------------------------------------------------------------------------- | ------------------------------------- |
|                      | 12. J. Johnson (J. M. Liles, K. Okposo) 32. D. Stafford 36. J. Johnson 47. P. O'Sullivan (R. Hainsey, D. Brown) |                      | 5. H. Vasiljevs (A. Niživijs, M. Cipulis) 27. M. Karsums (G. Ankipans, J. Sprukts) | Diváků: 7840 Rozhodčí: Hansen Kurmann |

| 25. duben 2009 | Švédsko | 7 - 1           | Rakousko | PostFinance-Arena, Bern |
| 20:15          | Švédsko | (3-0, 0-1, 4-0) | Rakousko |                         |

| Souhrn zápasu Zpráva | Souhrn zápasu Zpráva | Souhrn zápasu Zpráva | Souhrn zápasu Zpráva   | Souhrn zápasu Zpráva                   |
| -------------------- | --- | -------------------- | ---------------------- | -------------------------------------- |
|                      | 2. K. Jönsson (J. Harju, L. Omark) 12. M. Johansson (M. Thörnberg, L. Omark) 13. M. Nilson (N. Grossman, L. Omark) 42. M. Weinhandl (L. Eriksson, T. Martensson) 47. M. Weindhandl (T. Martensson, L. Omark) 50. J. Harju (L. Omark, K. Jönsson) 50. L. Eriksson (T. Martensson, M. Weindhandl) |                      | 32. M. Oraze (T. Koch) | Diváků: 6175 Rozhodčí: Bulanov Kadyrov |

| 27. duben 2009 | USA | 6 - 1           | Rakousko | PostFinance-Arena, Bern |
| 16:15          | USA | (1–0, 1–1, 4–0) | Rakousko |                         |

| Souhrn zápasu Zpráva | Souhrn zápasu Zpráva                                                                         | Souhrn zápasu Zpráva | Souhrn zápasu Zpráva | Souhrn zápasu Zpráva                   |
| -------------------- | -------------------------------------------------------------------------------------------- | -------------------- | -------------------- | -------------------------------------- |
|                      | 16. D. Brown 32. D. Stafford 41. P. O'Sullivan 48. J. Blake 53. L. Stempniak 56. M. Niskanen |                      | 35. M. Peintner      | Diváků: 3779 Rozhodčí: Šindler Zalaski |

| 27. duben 2009 | Lotyšsko | 3 - 2 (SN)      | Švédsko | PostFinance-Arena, Bern |
| 20:15          | Lotyšsko | (0–1, 2–0, 0–1) | Švédsko |                         |

| Souhrn zápasu Zpráva | Souhrn zápasu Zpráva                          | Souhrn zápasu Zpráva | Souhrn zápasu Zpráva | Souhrn zápasu Zpráva                  |
| -------------------- | --------------------------------------------- | -------------------- | -------------------- | ------------------------------------- |
|                      | 31. K. Rēdlihs 40. L. Dārziņš 65. A. Ņiživijs |                      |                      | Diváků: 4421 Rozhodčí: Baluška Reiber |

| 29. duben 2009 | Rakousko | 0 - 2           | Lotyšsko | PostFinance-Arena, Bern |
| 16:15          | Rakousko | (0-1, 0-0, 0-1) | Lotyšsko |                         |

| Souhrn zápasu Zpráva | Souhrn zápasu Zpráva | Souhrn zápasu Zpráva | Souhrn zápasu Zpráva          | Souhrn zápasu Zpráva                       |
| -------------------- | -------------------- | -------------------- | ----------------------------- | ------------------------------------------ |
|                      |                      |                      | 20. M. Cipulis 55. G. Džeriņš | Diváků: 5274 Rozhodčí: Partanen Piechaczek |

| 29. duben 2009 | Švédsko | 6 - 5 po prodloužení | USA | PostFinance-Arena, Bern |
| 20:15          | Švédsko | (0-1, 2-2, 3-2, 1-0) | USA |                         |

| Souhrn zápasu Zpráva | Souhrn zápasu Zpráva                                                                             | Souhrn zápasu Zpráva | Souhrn zápasu Zpráva           | Souhrn zápasu Zpráva  |
| -------------------- | ------------------------------------------------------------------------------------------------ | -------------------- | ------------------------------ | --------------------- |
|                      | 26. M. Weinhandl 27. M. Nilson 49. M. Johansson 53. N. Persson 57. M. Weinhandl 62. D. Tärnström |                      | 15. P. O'Sullivan 30. J. Liles | Rozhodčí: Orszag Rönn |

### Základní skupina D
| P | Tým    | Z | V | VP | PP | P | GV | GI | +/- | B |
| - | ------ | - | - | -- | -- | - | -- | -- | --- | - |
| 1 | Finsko | 3 | 3 | 0  | 0  | 0 | 14 | 4  | +10 | 9 |
| 2 | Česko  | 3 | 2 | 0  | 0  | 1 | 13 | 6  | +7  | 6 |
| 3 | Norsko | 3 | 0 | 1  | 0  | 2 | 7  | 14 | -7  | 2 |
| 4 | Dánsko | 3 | 0 | 0  | 1  | 2 | 5  | 15 | -10 | 1 |

#### Zápasy skupiny D
| 25. duben 2009 | Norsko | 0 - 5           | Finsko | Kolping Arena, Kloten |
| 16:15          | Norsko | (0–3, 0–1, 0–1) | Finsko |                       |

| Souhrn zápasu Zpráva | Souhrn zápasu Zpráva | Souhrn zápasu Zpráva | Souhrn zápasu Zpráva | Souhrn zápasu Zpráva                  |
| -------------------- | -------------------- | -------------------- | --- | ------------------------------------- |
|                      |                      |                      | 14. A. Miettinen (N. Hagman) 17. J. Immonen (H. Hyvönen, V. Koistinen) 20. S. Kapanen (N. Hagman) 35. M. Pyörälä (T. Pihlman) 45. M. Lehtonen (J. Ruutu, M. Pyörälä) | Diváků: 5269 Rozhodčí: Baluska Orszag |

| 25. duben 2009 | Česko | 5 - 0           | Dánsko | Kolping Arena, Kloten |
| 20:15          | Česko | (1–0, 3–0, 1–0) | Dánsko |                       |

| Souhrn zápasu Zpráva | Souhrn zápasu Zpráva | Souhrn zápasu Zpráva | Souhrn zápasu Zpráva | Souhrn zápasu Zpráva                      |
| -------------------- | --- | -------------------- | -------------------- | ----------------------------------------- |
|                      | J. Hlinka (J. Klepiš) 7. J. Marek (T. Rolinek, K. Rachůnek) 32. P. Čajánek (A. Hemský, J. Jágr) 36. A. Hemský (J. Jágr, P. Čajánek) 38. J. Jágr (P. Čajánek) 51. |                      |                      | Diváků: 4342 Rozhodčí: Piechaczek Zalaski |

| 27. duben 2009 | Česko | 5 - 2           | Norsko | Kolping Arena, Kloten |
| 16:15          | Česko | (3–0, 1–2, 1–0) | Norsko |                       |

| Souhrn zápasu Zpráva | Souhrn zápasu Zpráva                                                  | Souhrn zápasu Zpráva | Souhrn zápasu Zpráva                    | Souhrn zápasu Zpráva                      |
| -------------------- | --------------------------------------------------------------------- | -------------------- | --------------------------------------- | ----------------------------------------- |
|                      | 6. J. Marek 10. P. Čajánek 13. J. Vašíček 33. M. Blaťák 52. J. Klepiš |                      | 22. T. Jakobsen 22. M. Zuccarello Aasen | Diváků: 3583 Rozhodčí: Persson Vinnerborg |

| 27. duben 2009 | Finsko | 5 - 1           | Dánsko | Kolping Arena, Kloten |
| 20:15          | Finsko | (1–1, 2–0, 2–0) | Dánsko |                       |

| Souhrn zápasu Zpráva | Souhrn zápasu Zpráva                                                           | Souhrn zápasu Zpráva | Souhrn zápasu Zpráva | Souhrn zápasu Zpráva                  |
| -------------------- | ------------------------------------------------------------------------------ | -------------------- | -------------------- | ------------------------------------- |
|                      | 18. A. Miettinen 22. T. Pihlman 35. A. Miettinen 52. N. Kapanen 60. N. Kapanen |                      | 11. J. Jakobsen      | Diváků: 3929 Rozhodčí: Kurmann Sterns |

| 29. duben 2009 | Dánsko | 4 - 5 po prodloužení | Norsko | Kolping Arena, Kloten |
| 16:15          | Dánsko | (2-2, 1-1, 1-1, 0-1) | Norsko |                       |

| Souhrn zápasu Zpráva | Souhrn zápasu Zpráva                                       | Souhrn zápasu Zpráva | Souhrn zápasu Zpráva                                                                       | Souhrn zápasu Zpráva                   |
| -------------------- | ---------------------------------------------------------- | -------------------- | ------------------------------------------------------------------------------------------ | -------------------------------------- |
|                      | 5. A. Sundberg 10. J. Damgaard 22. M. Green 47. D. Nielsen |                      | 6. P. Thoresen 14. A. Bastiansen 37. T. Vikingstad 45. M. Zuccarello Aasen 62. T. Jakobsen | Diváků: 4496 Rozhodčí: Bulanov Kadyrov |

| 29. duben 2009 | Finsko | 4 - 3           | Česko | Kolping Arena, Kloten |
| 20:15          | Finsko | (1-2, 2-1, 1-0) | Česko |                       |

| Souhrn zápasu Zpráva | Souhrn zápasu Zpráva                                         | Souhrn zápasu Zpráva | Souhrn zápasu Zpráva                        | Souhrn zápasu Zpráva     |
| -------------------- | ------------------------------------------------------------ | -------------------- | ------------------------------------------- | ------------------------ |
|                      | 10. N. Kapanen 24. V. Koistinen 39. N. Kapanen 52. N. Hagman |                      | 11. T. Rolinek 14. M. Blaťák 24. A. Kotalík | Rozhodčí: Looker Persson |

## Osmifinálové skupiny

### Skupina E
| P | Tým       | Z | V | VP | PP | P | GV | GI | +/- | B  |
| - | --------- | - | - | -- | -- | - | -- | -- | --- | -- |
| 1 | Rusko     | 5 | 4 | 1  | 0  | 0 | 27 | 11 | +16 | 14 |
| 2 | Švédsko   | 5 | 2 | 1  | 2  | 0 | 23 | 18 | +5  | 10 |
| 3 | USA       | 5 | 2 | 0  | 2  | 1 | 19 | 18 | +2  | 8  |
| 4 | Lotyšsko  | 5 | 1 | 2  | 0  | 2 | 15 | 14 | +1  | 7  |
| 5 | Švýcarsko | 5 | 1 | 1  | 1  | 2 | 9  | 13 | −4  | 6  |
| 6 | Francie   | 5 | 0 | 0  | 0  | 5 | 8  | 27 | −19 | 0  |

#### Zápasy skupiny E
| 30. duben 2009 | Rusko | 6 - 5 po prodloužení | Švédsko | PostFinance-Arena, Bern |
| 16:15          | Rusko | (2-2, 1-1, 2-2, 1-0) | Švédsko |                         |

| Souhrn zápasu Zpráva | Souhrn zápasu Zpráva                                                                        | Souhrn zápasu Zpráva | Souhrn zápasu Zpráva                                                       | Souhrn zápasu Zpráva                   |
| -------------------- | ------------------------------------------------------------------------------------------- | -------------------- | -------------------------------------------------------------------------- | -------------------------------------- |
|                      | 12. I. Nikulin 15. O. Saprykin 28. D. Kalinin 51. S. Mozjakin 58. V. Proškin 65. D. Kalinin |                      | 3 R. Wallin 19. A. Strålman 24. N. Persson 50. K. Huselius 59. K. Huselius | Diváků: 7465 Rozhodčí: Kurmann, Reiber |

| 30. duben 2009 | Švýcarsko | 1 - 2 (SN)      | Lotyšsko | PostFinance-Arena, Bern |
| 20:15          | Švýcarsko | (0-1, 0-0, 1-0) | Lotyšsko |                         |

| Souhrn zápasu Zpráva | Souhrn zápasu Zpráva | Souhrn zápasu Zpráva | Souhrn zápasu Zpráva          | Souhrn zápasu Zpráva                    |
| -------------------- | -------------------- | -------------------- | ----------------------------- | --------------------------------------- |
|                      | 59. A. Ambühl        |                      | 16. M. Cipulis 65 A. Ņiživijs | Diváků: 9771 Rozhodčí: Baluška, Zalaski |

| 1. květen 2009 | USA | 6 - 2           | Francie | PostFinance-Arena, Bern |
| 20:15          | USA | (2-0, 3-2, 1-0) | Francie |                         |

| Souhrn zápasu Zpráva | Souhrn zápasu Zpráva                                                                      | Souhrn zápasu Zpráva | Souhrn zápasu Zpráva            | Souhrn zápasu Zpráva                    |
| -------------------- | ----------------------------------------------------------------------------------------- | -------------------- | ------------------------------- | --------------------------------------- |
|                      | 5. K. Okposo 11. D. Backes 25. R. Shannon 28. K. Ballard 31. P. O'Sullivan 50. J. Johnson |                      | 30. Y. Treille 32. P. Bellemare | Diváků: 4213 Rozhodčí: Hansen, Partanen |

| 2. květen 2009 | Francie | 1 - 7           | Lotyšsko | PostFinance-Arena, Bern |
| 16:15          | Francie | (0-1, 0-2, 1-4) | Lotyšsko |                         |

| Souhrn zápasu Zpráva | Souhrn zápasu Zpráva | Souhrn zápasu Zpráva | Souhrn zápasu Zpráva                                                                                           | Souhrn zápasu Zpráva                     |
| -------------------- | -------------------- | -------------------- | --- | ---------------------------------------- |
|                      | 52. L. Tardif        |                      | 8. A. Ņiživijs 22. M. Cipulis 24. L. Dārziņš 47. K. Skrastiņš 49. A. Jerofejevs 53. Ģ. Ankipāns 53. M. Cipulis | Diváků: 6472 Rozhodčí: Partanen, Šindler |

| 2. květen 2009 | Rusko | 4 - 1           | USA | PostFinance-Arena, Bern |
| 20:15          | Rusko | (3-1, 1-0, 0-0) | USA |                         |

| Souhrn zápasu Zpráva | Souhrn zápasu Zpráva                                           | Souhrn zápasu Zpráva | Souhrn zápasu Zpráva | Souhrn zápasu Zpráva                  |
| -------------------- | -------------------------------------------------------------- | -------------------- | -------------------- | ------------------------------------- |
|                      | 6. O. Saprykin 10. A. Perežogin 18. S. Mozjakin 22. A. Radulov |                      | 4. L. Stempniak      | Diváků: 10230 Rozhodčí: Rönn, Zalaski |

| 3. květen 2009 | Švýcarsko | 1 - 4           | Švédsko | PostFinance-Arena, Bern |
| 16:15          | Švýcarsko | (0-1, 0-1, 1-2) | Švédsko |                         |

| Souhrn zápasu Zpráva | Souhrn zápasu Zpráva | Souhrn zápasu Zpráva | Souhrn zápasu Zpráva                                   | Souhrn zápasu Zpráva                 |
| -------------------- | -------------------- | -------------------- | ------------------------------------------------------ | ------------------------------------ |
|                      | 57. R. Lemm          |                      | 6. J. Oduya 25. J. Harju 47. L. Omark 56. J. Andersson | Diváků: 11327 Rozhodčí: Hansen, Rönn |

| 3. květen 2009 | Rusko | 6 - 1           | Lotyšsko | PostFinance-Arena, Bern |
| 20:15          | Rusko | (1-0, 3-1, 2-0) | Lotyšsko |                         |

| Souhrn zápasu Zpráva | Souhrn zápasu Zpráva | Souhrn zápasu Zpráva | Souhrn zápasu Zpráva                                                                                  | Souhrn zápasu Zpráva                  |
| -------------------- | -------------------- | -------------------- | --- | ------------------------------------- |
|                      | 37. H. Vasiļjevs     |                      | 12. A. Kurjanov 22. A. Těreščenko 24. O. Tverdovskij 24. A. Kurjanov 44. A. Frolov 47. O. Tverdovskij | Diváků: 7228 Rozhodčí: Orszag, Reiber |

| 4. květen 2009 | Švédsko | 6 - 3           | Francie | PostFinance-Arena, Bern |
| 16:15          | Švédsko | (3-0, 2-3, 1-0) | Francie |                         |

| Souhrn zápasu Zpráva | Souhrn zápasu Zpráva                                                                      | Souhrn zápasu Zpráva | Souhrn zápasu Zpráva                           | Souhrn zápasu Zpráva                    |
| -------------------- | ----------------------------------------------------------------------------------------- | -------------------- | ---------------------------------------------- | --------------------------------------- |
|                      | 2. K. Huselius 5. M. Nilson 6. D. Tärnström 22. C. Gunnarsson 31. J. Oduya 46. K. Jönsson |                      | 24. A. Lussier 30. P. Bellemare 37. S. Treille | Diváků: 5051 Rozhodčí: Baluska, Šindler |

| 4. květen 2009 | USA | 3 - 4 po prodloužení | Švýcarsko | PostFinance-Arena, Bern |
| 20:15          | USA | (0-1, 3-1, 0-1, 0-1) | Švýcarsko |                         |

| Souhrn zápasu Zpráva | Souhrn zápasu Zpráva                         | Souhrn zápasu Zpráva | Souhrn zápasu Zpráva                               | Souhrn zápasu Zpráva                       |
| -------------------- | -------------------------------------------- | -------------------- | -------------------------------------------------- | ------------------------------------------ |
|                      | 26. R. Hainsey 36. C. Higgins 40. R. Hainsey |                      | 10. A. Ambühl 32. R. Lemm 50. M. Plüss 61. R. Wick | Diváků: 10317 Rozhodčí: Orszag, Piechaczek |

### Skupina F
| P | Tým       | Z | V | VP | PP | P | GV | GI | +/- | B  |
| - | --------- | - | - | -- | -- | - | -- | -- | --- | -- |
| 1 | Kanada    | 5 | 4 | 0  | 1  | 0 | 26 | 10 | +16 | 13 |
| 2 | Finsko    | 5 | 2 | 2  | 1  | 0 | 16 | 9  | +7  | 11 |
| 3 | Česko     | 5 | 3 | 0  | 0  | 2 | 20 | 11 | +9  | 9  |
| 4 | Bělorusko | 5 | 0 | 3  | 0  | 2 | 8  | 13 | −5  | 6  |
| 5 | Slovensko | 5 | 0 | 1  | 2  | 2 | 8  | 21 | −13 | 4  |
| 6 | Norsko    | 5 | 0 | 0  | 2  | 3 | 7  | 21 | −14 | 2  |

#### Zápasy skupiny F
| 30. duben 2009 | Bělorusko | 3 - 2 po prodloužení | Norsko | Kolping Arena, Kloten |
| 16:15          | Bělorusko | (0-1, 1-1, 1-0, 1-0) | Norsko |                       |

| Souhrn zápasu Zpráva | Souhrn zápasu Zpráva                         | Souhrn zápasu Zpráva | Souhrn zápasu Zpráva        | Souhrn zápasu Zpráva                      |
| -------------------- | -------------------------------------------- | -------------------- | --------------------------- | ----------------------------------------- |
|                      | 23. A. Ugarov 42. M. Grabovskij 65. R. Salei |                      | 7. P. Thoresen 21. M. Trygg | Diváků: 3374 Rozhodčí: Piechaczek, Sterns |

| 30. duben 2009 | Kanada | 5 - 1           | Česko | Kolping Arena, Kloten |
| 20:15          | Kanada | (3-0, 0-0, 2-1) | Česko |                       |

| Souhrn zápasu Zpráva | Souhrn zápasu Zpráva | Souhrn zápasu Zpráva | Souhrn zápasu Zpráva    | Souhrn zápasu Zpráva                       |
| -------------------- | --- | -------------------- | ----------------------- | ------------------------------------------ |
|                      | 8. S. Stamkos (D. Doughty, S. Doan) 14. S. Stamkos (S. Doan) 18. S. Weber (M. St. Louis) 41. D. Heatley 50. M. St. Louis (S. Stamkos, Ch. Phillips) |                      | 58. A. Hemský (J. Jágr) | Diváků: 5967 Rozhodčí: Bulanov, Vinnerborg |

| 1. květen 2009 | Finsko | 2 - 1 po prodloužení | Slovensko | Kolping Arena, Kloten |
| 20:15          | Finsko | (1-0 ,0-1, 0-0, 1-0) | Slovensko |                       |

| Souhrn zápasu Zpráva | Souhrn zápasu Zpráva          | Souhrn zápasu Zpráva | Souhrn zápasu Zpráva | Souhrn zápasu Zpráva                    |
| -------------------- | ----------------------------- | -------------------- | -------------------- | --------------------------------------- |
|                      | 16. S. Kapanen 64. S. Kapanen |                      | 23 L. Bartečko       | Diváků: 4444 Rozhodčí: Kadyrov, Persson |

| 2. květen 2009 | Česko | 8 - 0           | Slovensko | Kolping Arena, Kloten |
| 16:15          | Česko | (4-0, 4-0, 0-0) | Slovensko |                       |

| Souhrn zápasu Zpráva | Souhrn zápasu Zpráva | Souhrn zápasu Zpráva | Souhrn zápasu Zpráva | Souhrn zápasu Zpráva                  |
| -------------------- | --- | -------------------- | -------------------- | ------------------------------------- |
|                      | 7. J. Jágr (K. Rachůnek) 10. J. Jágr (P. Čajánek, M. Blaťák) 13. M. Blaťák (K. Rachůnek, J. Klepiš) 16. R. Červenka (J. Vašíček, J. Klepiš) 26. A. Kotalík (J. Hlinka, P. Čáslava) 30. R. Červenka (J. Klepiš, J. Vašíček) 31. M. Michálek (M. Židlický, T. Plekanec) 39. P. Eliáš (K. Rachůnek) |                      |                      | Diváků: 5165 Rozhodčí: Reiber, Sterns |

| 2. květen 2009 | Finsko | 1 - 2 (SN)      | Bělorusko | Kolping Arena, Kloten |
| 20:15          | Finsko | (0-1, 1-0, 0-0) | Bělorusko |                       |

| Souhrn zápasu Zpráva | Souhrn zápasu Zpráva | Souhrn zápasu Zpráva | Souhrn zápasu Zpráva          | Souhrn zápasu Zpráva                       |
| -------------------- | -------------------- | -------------------- | ----------------------------- | ------------------------------------------ |
|                      | 34. J. Niskala       |                      | 1. S. Děmagin 65 O. Antoněnko | Diváků: 5621 Rozhodčí: Kurmann, Vinnerborg |

| 3. květen 2009 | Norsko | 1 - 5           | Kanada | Kolping Arena, Kloten |
| 16:15          | Norsko | (1-3, 0-2, 0-0) | Kanada |                       |

| Souhrn zápasu Zpráva | Souhrn zápasu Zpráva    | Souhrn zápasu Zpráva | Souhrn zápasu Zpráva                                                      | Souhrn zápasu Zpráva                   |
| -------------------- | ----------------------- | -------------------- | ------------------------------------------------------------------------- | -------------------------------------- |
|                      | 13. M. Zuccarello Aasen |                      | 5. M. Lombardi 18. D. Hamhuis 19. S. Stamkos 21. J. Spezza 33. D. Doughty | Diváků: 4023 Rozhodčí: Looker, Persson |

| 3. květen 2009 | Bělorusko | 0 - 3           | Česko | Kolping Arena, Kloten |
| 20:15          | Bělorusko | (0-0, 0-2, 0-1) | Česko |                       |

| Souhrn zápasu Zpráva | Souhrn zápasu Zpráva | Souhrn zápasu Zpráva | Souhrn zápasu Zpráva                                                        | Souhrn zápasu Zpráva                       |
| -------------------- | -------------------- | -------------------- | --------------------------------------------------------------------------- | ------------------------------------------ |
|                      |                      |                      | 31. P. Čajánek 40. P. Eliáš (A. Hemský) 56. P. Čajánek (A. Hemský, J. Jágr) | Diváků: 3495 Rozhodčí: Kurmann, Piechaczek |

| 4. květen 2009 | Slovensko | 3 - 2 po prodloužení | Norsko | Kolping Arena, Kloten |
| 16:15          | Slovensko | (2-0, 0-1, 0-1, 1-0) | Norsko |                       |

| Souhrn zápasu Zpráva | Souhrn zápasu Zpráva                   | Souhrn zápasu Zpráva | Souhrn zápasu Zpráva             | Souhrn zápasu Zpráva                   |
| -------------------- | -------------------------------------- | -------------------- | -------------------------------- | -------------------------------------- |
|                      | 8. Š. Ružička 10. P. Smrek 63. L. Nagy |                      | 28. A. Bastiansen 46. L. E. Lund | Diváků: 2901 Rozhodčí: Kadyrov, Looker |

| 4. květen 2009 | Kanada | 3 - 4 (SN)      | Finsko | Kolping Arena, Kloten |
| 20:15          | Kanada | (1-2, 1-1, 1-0) | Finsko |                       |

| Souhrn zápasu Zpráva | Souhrn zápasu Zpráva                        | Souhrn zápasu Zpráva | Souhrn zápasu Zpráva                                      | Souhrn zápasu Zpráva                      |
| -------------------- | ------------------------------------------- | -------------------- | --------------------------------------------------------- | ----------------------------------------- |
|                      | 17. J. Spezza 39. D. Heatley 50. D. Heatley |                      | 5. T. Pihlman 8. A. Salmela 38. N. Kapanen 65. H. Hyvönen | Diváků: 5970 Rozhodčí: Bulanov, Vinneborg |

## Skupina o udržení
| P  | Tým      | Z | V | VP | PP | P | GV | GI | +/- | B |
| -- | -------- | - | - | -- | -- | - | -- | -- | --- | - |
| 13 | Dánsko   | 3 | 3 | 0  | 0  | 0 | 13 | 4  | +9  | 9 |
| 14 | Rakousko | 3 | 2 | 0  | 0  | 1 | 9  | 5  | +4  | 6 |
| 15 | Německo  | 3 | 1 | 0  | 0  | 2 | 3  | 5  | −3  | 3 |
| 16 | Maďarsko | 3 | 0 | 0  | 0  | 3 | 2  | 13 | −11 | 0 |

- Německo jako hostitel dalšího mistrovství nemohlo sestoupit.
- Týmy  Rakousko a  Maďarsko sestoupily do 1. divize.

### Zápasy skupiny o udržení
| 1. květen 2009 | Německo | 1 - 3           | Dánsko | PostFinance-Arena, Bern |
| 16:15          | Německo | (1-1, 0-0, 0-2) | Dánsko |                         |

| Souhrn zápasu Zpráva | Souhrn zápasu Zpráva | Souhrn zápasu Zpráva | Souhrn zápasu Zpráva                    | Souhrn zápasu Zpráva                   |
| -------------------- | -------------------- | -------------------- | --------------------------------------- | -------------------------------------- |
|                      | 14. C. Schubert      |                      | 11. M. Bødker 50. P. Regin 54. N. Hardt | Diváků: 4241 Rozhodčí: Orszag, Šindler |

| 1. květen 2009 | Rakousko | 6 - 0           | Maďarsko | Kolping Arena, Kloten |
| 16:15          | Rakousko | (1-0, 3-0, 2-0) | Maďarsko |                       |

| Souhrn zápasu Zpráva | Souhrn zápasu Zpráva                                                             | Souhrn zápasu Zpráva | Souhrn zápasu Zpráva | Souhrn zápasu Zpráva                |
| -------------------- | -------------------------------------------------------------------------------- | -------------------- | -------------------- | ----------------------------------- |
|                      | 20. T. Koch 21. T. Koch 24. O. Setzinger 34. T. Vanek 59. T. Koch 60. R. Kaspitz |                      |                      | Diváků: 4042 Rozhodčí: Looker, Rönn |

| 3. květen 2009 | Německo | 0 - 1           | Rakousko | PostFinance-Arena, Bern |
| 12:15          | Německo | (0-0, 0-1, 0-0) | Rakousko |                         |

| Souhrn zápasu Zpráva | Souhrn zápasu Zpráva | Souhrn zápasu Zpráva | Souhrn zápasu Zpráva | Souhrn zápasu Zpráva                    |
| -------------------- | -------------------- | -------------------- | -------------------- | --------------------------------------- |
|                      |                      |                      | 28. T. Koch          | Diváků: 3828 Rozhodčí: Baluska, Bulanov |

| 3. květen 2009 | Maďarsko | 1 - 5           | Dánsko | Kolping Arena, Kloten |
| 12:15          | Maďarsko | (1-0, 0-2, 0-3) | Dánsko |                       |

| Souhrn zápasu Zpráva | Souhrn zápasu Zpráva | Souhrn zápasu Zpráva | Souhrn zápasu Zpráva                                                    | Souhrn zápasu Zpráva                    |
| -------------------- | -------------------- | -------------------- | ----------------------------------------------------------------------- | --------------------------------------- |
|                      | 16. K. Palkovics     |                      | 29. K. Staal 39. M. Christensen 49. M. Green 53. M. Madsen 56. N. Hardt | Diváků: 3672 Rozhodčí: Kadyrov, Zalaski |

| 4. květen 2009 | Maďarsko | 1 - 2           | Německo | PostFinance-Arena, Bern |
| 12:15          | Maďarsko | (1-1, 0-1, 0-0) | Německo |                         |

| Souhrn zápasu Zpráva | Souhrn zápasu Zpráva | Souhrn zápasu Zpráva | Souhrn zápasu Zpráva      | Souhrn zápasu Zpráva                  |
| -------------------- | -------------------- | -------------------- | ------------------------- | ------------------------------------- |
|                      | 18. A. Horváth       |                      | 4. M. Müller 34. M. Bakos | Diváků: 3497 Rozhodčí: Hansen, Sterns |

| 4. květen 2009 | Dánsko | 5 - 2           | Rakousko | Kolping Arena, Kloten |
| 12:15          | Dánsko | (1-2, 1-0, 3-0) | Rakousko |                       |

| Souhrn zápasu Zpráva | Souhrn zápasu Zpráva                                                                  | Souhrn zápasu Zpráva | Souhrn zápasu Zpráva          | Souhrn zápasu Zpráva                     |
| -------------------- | ------------------------------------------------------------------------------------- | -------------------- | ----------------------------- | ---------------------------------------- |
|                      | 16. J. Jakobsen 28. M. Bødker 46. M. Christensen 51. K. Degn 60. M. Bødker (EN) 59:23 |                      | 1. R. Kaspitz 3. O. Setzinger | Diváků: 2798 Rozhodčí: Partanen, Persson |

## Play off

### Pavouk
|  | Čtvrtfinále 1 |               |               |  |      |              |              |              |  |               |               |               |   |
|  | A1            | Rusko         | 4             |  |      |              |              |              |  |               |               |               |   |
|  | B4            | Bělorusko     | 3             |  |      | Semifinále 1 | Semifinále 1 | Semifinále 1 |  |               |               |               |   |
|  |               |               |               |  |      | ČTF1         | Rusko        | 3            |  |               |               |               |   |
|  | Čtvrtfinále 2 | Čtvrtfinále 2 | Čtvrtfinále 2 |  | ČTF2 | USA          | 2            |              |  |               |               |               |   |
|  | B2            | Finsko        | 2             |  |      |              |              |              |  |               |               |               |   |
|  | A3            | USA           | 3             |  |      |              |              |              |  | Finále        | Finále        | Finále        |   |
|  |               |               |               |  |      |              |              |              |  |               | SF1           | Rusko         | 2 |
|  | Čtvrtfinále 3 | Čtvrtfinále 3 | Čtvrtfinále 3 |  |      |              |              |              |  |               | SF2           | Kanada        | 1 |
|  | B1            | Kanada        | 4             |  |      |              |              |              |  |               |               |               |   |
|  | A4            | Lotyšsko      | 2             |  |      | Semifinále 2 | Semifinále 2 | Semifinále 2 |  | Zápas o bronz | Zápas o bronz | Zápas o bronz |   |
|  |               |               |               |  |      | ČTF3         | Švédsko      | 1            |  | SF1           | USA           | 2             |   |
|  | Čtvrtfinále 4 | Čtvrtfinále 4 | Čtvrtfinále 4 |  | ČTF4 | Kanada       | 3            |              |  | SF2           | Švédsko       | 4             |   |
|  | A2            | Česko         | 1             |  |      |              |              |              |  |               |               |               |   |
|  | B3            | Švédsko       | 3             |  |      |              |              |              |  |               |               |               |   |

### Čtvrtfinále
| 6. květen 2009 | Rusko | 4 - 3           | Bělorusko | PostFinance-Arena, Bern |
| 16:15          | Rusko | (0-0, 3-3, 1-0) | Bělorusko |                         |

| Souhrn zápasu Zpráva | Souhrn zápasu Zpráva                                       | Souhrn zápasu Zpráva | Souhrn zápasu Zpráva                        | Souhrn zápasu Zpráva                 |
| -------------------- | ---------------------------------------------------------- | -------------------- | ------------------------------------------- | ------------------------------------ |
|                      | 26. V. Proškin 37. V. Aťušov 38. A. Frolov 48. I. Kovalčuk |                      | 23. K. Kolcov 34. O. Antoněnko 40. R. Salej | Diváků: 8337 Rozhodčí: Rönn, Zalaski |

| 6. květen 2009 | Finsko | 2 - 3           | USA | PostFinance-Arena, Bern |
| 20:15          | Finsko | (0-0, 2-3, 0-0) | USA |                         |

| Souhrn zápasu Zpráva | Souhrn zápasu Zpráva          | Souhrn zápasu Zpráva | Souhrn zápasu Zpráva                      | Souhrn zápasu Zpráva                      |
| -------------------- | ----------------------------- | -------------------- | ----------------------------------------- | ----------------------------------------- |
|                      | 21. N. Kapanen 38. H. Hyvönen |                      | 31. D. Brown 33. T. J. Oshie 35. R. Suter | Diváků: 9334 Rozhodčí: Piechaczek, Reiber |

| 7. květen 2009 | Kanada | 4 - 2           | Lotyšsko | PostFinance-Arena, Bern |
| 16:15          | Kanada | (0-0, 3-1, 1-1) | Lotyšsko |                         |

| Souhrn zápasu Zpráva | Souhrn zápasu Zpráva                                        | Souhrn zápasu Zpráva | Souhrn zápasu Zpráva            | Souhrn zápasu Zpráva                   |
| -------------------- | ----------------------------------------------------------- | -------------------- | ------------------------------- | -------------------------------------- |
|                      | 27. D Heatley 35. D. Hamhuis 38. S. Stamkos 44. M. Lombardi |                      | 38. G. Galviņš 42. H. Vasiļjevs | Diváků: 8042 Rozhodčí: Kurmann, Ország |

| 7. květen 2009 | Švédsko | 3 - 1           | Česko | PostFinance-Arena, Bern |
| 20:15          | Švédsko | (0-0, 2-0, 1-1) | Česko |                         |

| Souhrn zápasu Zpráva | Souhrn zápasu Zpráva                             | Souhrn zápasu Zpráva | Souhrn zápasu Zpráva        | Souhrn zápasu Zpráva                   |
| -------------------- | ------------------------------------------------ | -------------------- | --------------------------- | -------------------------------------- |
|                      | 24. M. Weinhandl 39. D. Tärnström 58. K. Jönsson |                      | 49. P. Čajánek (T. Rolínek) | Diváků: 10415 Rozhodčí: Looker, Sterns |

### Semifinále
| 8. květen 2009 | Rusko | 3 - 2           | USA | PostFinance-Arena, Bern |
| 16:15          | Rusko | (0-0, 2-2, 1-0) | USA |                         |

| Souhrn zápasu Zpráva | Souhrn zápasu Zpráva                    | Souhrn zápasu Zpráva | Souhrn zápasu Zpráva     | Souhrn zápasu Zpráva                        |
| -------------------- | --------------------------------------- | -------------------- | ------------------------ | ------------------------------------------- |
|                      | 32. Kovalčuk, 35. Frolov, 59. Gorovikov |                      | 24. D. Brown, 39. Okposo | Diváků: 11 057 Rozhodčí: Reiber, Vinnerborg |

| 8. květen 2009 | Kanada | 3 - 1           | Švédsko | PostFinance-Arena, Bern |
| 20:15          | Kanada | (1-0, 2-0, 0-1) | Švédsko |                         |

| Souhrn zápasu Zpráva | Souhrn zápasu Zpráva         | Souhrn zápasu Zpráva | Souhrn zápasu Zpráva | Souhrn zápasu Zpráva                     |
| -------------------- | ---------------------------- | -------------------- | -------------------- | ---------------------------------------- |
|                      | 7. Roy, 30. Horcoff, 31. Roy |                      | 47. Eriksson         | Diváků: 11477 Rozhodčí: Bulanov, Kurmann |

### Utkání o bronz
| 10. květen 2009 | USA | 2 - 4           | Švédsko | PostFinance-Arena, Bern |
| 16:00           | USA | (0-0, 1-2, 1-2) | Švédsko |                         |

| Souhrn zápasu Zpráva | Souhrn zápasu Zpráva      | Souhrn zápasu Zpráva | Souhrn zápasu Zpráva                          | Souhrn zápasu Zpráva                    |
| -------------------- | ------------------------- | -------------------- | --------------------------------------------- | --------------------------------------- |
|                      | 26. Johnson, 43. Pavelski |                      | 34. a 36. Eriksson, 50. Gunnarsson, 60. Oduya | Diváků: 11249 Rozhodčí: Kadyrov, Reiber |

### Finále
| 10. květen 2009 | Rusko | 2 - 1           | Kanada | PostFinance-Arena, Bern |
| 20:30           | Rusko | (1:1, 1:0, 0:0) | Kanada |                         |

| Souhrn zápasu Zpráva | Souhrn zápasu Zpráva      | Souhrn zápasu Zpráva | Souhrn zápasu Zpráva | Souhrn zápasu Zpráva                  |
| -------------------- | ------------------------- | -------------------- | -------------------- | ------------------------------------- |
|                      | 13. Saprykin, 35. Radulov |                      | 6. Spezza            | Diváků: 11 454 Rozhodčí: Ország, Rönn |

## Konečné pořadí
| 73. | Mistrovství světa | Z | V | VP | PP | P | Skóre | B  | Soupisky |
| --- | ----------------- | - | - | -- | -- | - | ----- | -- | -------- |
| 1.  | Rusko             | 9 | 8 | 1  | 0  | 0 | 41:17 | 26 | soupiska |
| 2.  | Kanada            | 9 | 7 | 0  | 1  | 1 | 43:15 | 22 | soupiska |
| 3.  | Švédsko           | 9 | 5 | 1  | 2  | 1 | 38:25 | 19 | soupiska |
| 4.  | USA               | 9 | 4 | 0  | 2  | 3 | 32:28 | 14 | soupiska |
| 5.  | Finsko            | 7 | 3 | 2  | 1  | 1 | 23:13 | 14 | soupiska |
| 6.  | Česko             | 7 | 4 | 0  | 0  | 3 | 26:14 | 12 | soupiska |
| 7.  | Lotyšsko          | 7 | 2 | 2  | 0  | 3 | 19:18 | 10 | soupiska |
| 8.  | Bělorusko         | 7 | 1 | 3  | 0  | 3 | 14:18 | 9  | soupiska |
| 9.  | Švýcarsko         | 6 | 1 | 2  | 1  | 2 | 12:15 | 8  | soupiska |
| 10. | Slovensko         | 6 | 1 | 1  | 2  | 2 | 12:24 | 7  | soupiska |
| 11. | Norsko            | 6 | 0 | 1  | 2  | 3 | 12:25 | 4  | soupiska |
| 12. | Francie           | 6 | 1 | 0  | 0  | 5 | 10:28 | 3  | soupiska |
| 13. | Dánsko            | 6 | 3 | 0  | 1  | 2 | 18:19 | 10 | soupiska |
| 14. | Rakousko          | 6 | 2 | 0  | 0  | 4 | 11:20 | 6  | soupiska |
| 15. | Německo           | 6 | 1 | 0  | 1  | 4 | 6:15  | 4  | soupiska |
| 16. | Maďarsko          | 6 | 0 | 0  | 0  | 6 | 6:29  | 0  | soupiska |

| Sestupují do 1. divize pro rok 2010:                   | Rakousko a Maďarsko |
| Postupují z 1. divize do turnaje MS Elit pro rok 2010: | Kazachstán a Itálie |